# みんないい娘
「みんないい娘」（みんないいこ、Everybody's Trying to Be My Baby）は、ロカビリーの楽曲である。作曲者としてカール・パーキンスの名がクレジットに入っているが、1930年中期にレックス・グリフィンによって作曲された楽曲とされている。1956年にパーキンスによって発表され、1964年にビートルズによってカバーされた。

## 背景
ロカビリー・ブームの自身の初の成功を機に、パーキンスはその影響について他人や自分自身を題材として作曲を行なった。1956年3月のセッションで取り上げられた「みんないい娘」、「Perkin's Wiggle」、「ボッピン・ザ・ブルース」、「オール・ママズ・チルドレン」の4曲にもその影響が反映されている。このセッションにおいて、パーキンスは商業的な地位を確立しようと意識し始めており、「みんないい娘」のイントロは「ブルー・スエード・シューズ」と似たフレーズとなっている。2曲とも12小節のブルース形式となっており、最初の3小節は休止、4小節目にフィルが入るという共通点もある。
「みんないい娘」の作曲者としてパーキンスの名が表記されているが、本作は1930年代中期にレックス・グリフィンが作曲した楽曲とされている。1957年にザ・ヨーク・ブラザーズによって録音されたが、作者としてウェッブ・ピアースとジョニー・マティスの名が表記された。パーキンスがレコーディングを行なったのは、前述のとおり1956年3月であるものの、1958年に発売されたアルバム『ダンス・アルバム』に収録されるまでは未発表のままとなっていた。その後、『Original Golden Hits』や『ブルー・スエード・シューズ』などのコンピレーション・アルバムにも収録された。

## ビートルズによるカバー
ビートルズは、1964年10月18日に「みんないい娘」を1テイクで録音した。リード・ボーカルは、パーキンスのファンであるジョージ・ハリスンが務めている。ビートルズによるカバー・バージョンは、イギリスでは1964年12月4日にパーロフォンから発売されたアリルバム『ビートルズ・フォー・セール』、アメリカではキャピトル・レコードから発売されたアルバム『Beatles '65』にエンディング・トラックとして収録された。1976年に発売されたコンピレーション・アルバム『ロックン・ロール・ミュージック』にも収録されている。なお、日本では1965年1月5日にシングル盤『パーティーはそのままに』のB面曲としても発売された。
ビートルズは、1961年から1962年、1964年から1965年まで本作をライブのレパートリーとしていた。1964年にロンドンで行なわれたクリスマス・ショー、1965年のヨーロッパツアーや北アメリカツアーでハリスンのボーカル曲として演奏され、それ以降は「恋をするなら」に変わった。1996年3月に発売された『ザ・ビートルズ・アンソロジー2』に、1965年のシェイ・スタジアム公演でのライブ音源が収録され、2016年9月9日に発売された『ライヴ・アット・ザ・ハリウッド・ボウル』に1965年8月30日のハリウッド・ボウル公演でのライブ音源が収録された。
1963年から1965年にかけてBBCセッションで録音されており、1994年に発売された『ザ・ビートルズ・ライヴ!! アット・ザ・BBC』に1964年11月26日に放送された『Top Gear』での演奏が収録された
ハリスンは、1980年代半ばに放送されたテレビ番組『Blue Suede Shoes: A Rockabilly Session』で、パーキンスと共演しており、当時の演奏が同名のアルバムに収録された。

### クレジット
※出典
- ポール・マッカートニー - ベース
- ジョン・レノン - アコースティック・ギター、タンバリン
- ジョージ・ハリスン - リードギター、ボーカル（部分的にダブルトラック）
- リンゴ・スター - ドラム

## その他のアーティストによるカバー
- リー・ロッカー（英語版） - 1999年に発売されたアルバム『Lee Rocker Live』に収録[16]。
- ジョニー・キャッシュ - 2003年に発売されたアルバム『Unearthed』に収録[17]。